# Кудси Вананди
Кудси Вананди полное имя Хаджи Мирза Агарахим Кудси Вананди, согласно АСЕ Мир Абдуррахим (азерб. Qüdsi Vənəndi; 1773, Ордубад – 1861, Ордубад) — азербайджанский поэт. Один из видных ордубадских поэтов XIX века.

## Биография
Кудси Вананди родился в селе Вананд (ныне ВенендОрдубадского района). Точная дата рождения и смерти поэта неизвестны. В одном источнике его настоящее имя упоминается, как Хаджи Мирза Агарахим Кудси Вананди, в азербайджанской советской энциклопедии его называют Мир Абдуррахим. В одном из своих стихотворений он пишет о родном селе Вананд:
Basəfalıqdan behiştdən dəm ular baği- Vənənd,

Gəzəsən aləmi hərçənd, tapılmaz belə kənd.

Özü bir güşeyi-cənnətdi, dutum, çeşməsi qənd

Qocalıq çünki salıb boynuma bir səxti kəmənd,

Neynirəm mən o qızıl təşti qusam qan, qocalıq!
Он был одним из главных членов литературного совета в Ордубаде, носившее название «Анджумани-шуара».

## Творчество
Написал произведения сочинённые в форме классической и ашугской поэзии. В его стихах чувствуется влияние творчества Физули и Набати. Сохранился один диван 1863 года, которые поныне хранится в Институте Рукописей национальной академии Наук Азербайджана.
Zülfdən tər çəkib könlüm quşuna,

Səpibdir xaldan danə gözlərin.

Deyəsən Səyyadır pusquya girmiş

İstər qəmin etsin canə gözlərin.

Qüdsi təxəllüsüm, məskənim Vənənd

Yaşamış hicrində pərvanə manənd

Bir zaman ləbindən qıl barı xürsənd

Saldı məni nə böhtanə gözlərin.

## Примечание
1. 1 2  Azərbaycan Sovet Ensiklopediyası. III cild. səh. 293.
2. ↑  Əsgər Qədimov. Bir qəzəlin izi ilə. Bakı: "Elm və Həyat" jurnalı, 1984, N 5.
3. 1 2  "Azərbaycan klassik ədəbiyyatında işlədilən adların və terminlərin şərhi". Tərtib edəni A.M. Babayev, Bakı, "Maarif", 1993, səhifə 53-54.